# Клей (округ, Джорджія)
Шаблон:StateAbbr_ 31°37′ пн. ш. 84°59′ зх. д. / 31.62° пн. ш. 84.99° зх. д.
Округ Клей (англ. Clay County) — округ (графство) у штаті Джорджія, США. Ідентифікатор округу 13061.

## Історія
Округ утворений 1854 року.

## Демографія
За даними перепису
2000 року
загальне населення округу становило 3357 осіб, усе сільське.
Серед мешканців округу чоловіків було 1526, а жінок — 1831. В окрузі було 1347 домогосподарств, 928 родин, які мешкали в 1925 будинках.
Середній розмір родини становив 2,99.
Віковий розподіл населення поданий у таблиці:
| Стать    | До 15 років | 15-21 | 22-29 | 30-39 | 40-49 | 50-65 | 65-85 | Понад 85 |
| -------- | ----------- | ----- | ----- | ----- | ----- | ----- | ----- | -------- |
| Чоловіки | 349         | 169   | 94    | 163   | 221   | 274   | 239   | 17       |
| Жінки    | 355         | 179   | 110   | 183   | 253   | 352   | 336   | 63       |

## Суміжні округи
- Квітмен - північ
- Рендолф - північний схід
- Калгун - схід
- Ерлі - південь
- Генрі, Алабама - захід
- Барбур, Алабама - північний захід

## Виноски
1. ↑  U.S. Decennial Census. United States Census Bureau. Архів оригіналу за 26 квітня 2015. Процитовано 20 червня 2014.
2. ↑  Historical Census Browser. University of Virginia Library. Архів оригіналу за 11 Серпня 2012. Процитовано 20 червня 2014.
3. ↑  Population of Counties by Decennial Census: 1900 to 1990. United States Census Bureau. Архів оригіналу за 2 Лютого 2019. Процитовано 20 червня 2014.
4. ↑  Census 2000 PHC-T-4. Ranking Tables for Counties: 1990 and 2000 (PDF). United States Census Bureau. Архів оригіналу (PDF) за 18 Грудня 2014. Процитовано 20 червня 2014.
5. ↑  State & County QuickFacts. United States Census Bureau. Архів оригіналу за 5 вересня 2015. Процитовано 20 червня 2014.(англ.) Наведено за англійською вікіпедією.
6. ↑  American FactFinder. Бюро перепису населення США. Архів оригіналу за 29 липня 2011. Процитовано 31 січня 2008.

| США | Це незавершена стаття з географії США. Ви можете допомогти проєкту, виправивши або дописавши її. |